# (897) Лисистрата
(897) Лисистрата (лат. Lysistrata) — небольшой астероид главного пояса, который  принадлежит к спектральному классу S и входит в состав семейства Марии. Он был открыт 3 августа 1918 года немецким астрономом Максом Вольфом в обсерватории Хайдельберг-Кёнигштуль и назван в честь древнегреческой комедии Лисистрата.